# New Ulm (Texas)
New Ulm è una comunità non incorporata degli Stati Uniti d'America della contea di Austin nello Stato del Texas. Secondo l'Handbook of Texas, la comunità aveva una popolazione stimata di 650 abitanti nel 2000. Fa parte dell'area metropolitana di Houston-Sugar Land-Baytown.

## Geografia fisica
New Ulm si trova all'incrocio delle Farm Roads 109 e 1094 nella parte occidentale della contea di Austin, circa 22 miglia a sud-ovest di Bellville e 16 miglia a nord-est di Columbus.

## Storia
La storia di New Ulm risale agli anni 1840. Fu fondata nel 1841 come Duff's Settlement, chiamata così in onore di James C. Duff, che acquistò il terreno originale su cui fu costruita la città. Questa comunità si trovava a circa un miglio a nord dell'attuale sito di New Ulm. Verso la metà degli anni 1840, l'area crebbe un afflusso con l'arrivo di coloni di lingua tedesca dalle vicine comunità di Industry, Shelby e Nassau Farm. Dopo aver presentato petizioni al governo per un ufficio postale, ne fu aperto uno nel 1852 con il nome di New Ulm, in commemorazione della città tedesca di Ulma (in tedesco Ulm), dato che molti dei coloni provenivano da quell'area. Nel 1867 fu costruita una chiesa che fungeva da edificio scolastico. La Missouri-Kansas-Texas Railroad comprò terreni agricoli di proprietà del residente locale Franz Pille allo scopo di estendere la linea, che arrivò a New Ulm nel 1892, stimolando ulteriormente l'economia cittadina. Si stima che 225 persone vivessero nella comunità nel 1898. A quel tempo, a New Ulm operava una varietà di attività commerciali, tra cui cinque negozi, una farmacia, una selleria, un'ebanisteria e una fabbrica di soda.
Nel 1906 fu aperta una banca e quattro anni dopo fu avviata la pubblicazione del giornale New Ulm Enterprise. L'11 aprile 1916, nella comunità si riunirono ventuno uomini allo scopo di mettere in sicurezza gli apparati antincendio per proteggere le proprietà locali. Ciò portò alla formazione della New Ulm Fire Company, in seguito ribattezzata New Ulm Volunteer Fire Department. Nel 1930, la popolazione di New Ulm si attestava intorno ai 500 abitanti, che calarono a 390 nel 1950, per aumentare nuovamente in seguito, raggiungendo le 650 unità nel 1990. New Ulm è attiva nella camera di commercio e nel Lions Clubs.
Anche se New Ulm non è incorporata, ha un ufficio postale con il codice di avviamento postale 78950.

## Cultura

### Istruzione
L'educazione pubblica nella comunità di New Ulm è fornita dal Columbus Independent School District, che ha sede nella città di Columbus, nella contea di Colorado.